# Colinas de Bello Monte

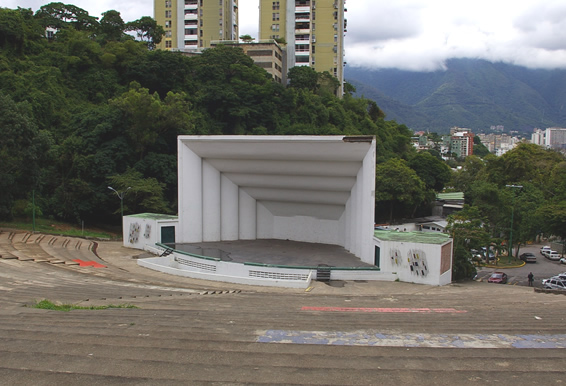
La Concha Acústica de Bello Monte fue inaugurada en el año 1954, por el entonces presidente Marcos Pérez Jiménez

Colinas de Bello Monte es una urbanización y sector de Caracas. Hace parte de la parroquia Nuestra Señora del Rosario de Baruta del municipio Baruta e igualmente hace parte del Área Metropolitana de Caracas.

## Geografía
Es una urbanización situada en la parroquia Nuestra Señora del Rosario de Baruta, en el Municipio Baruta del Estado Miranda, en la ciudad de Caracas. Ésta se encuentra convenientemente ubicada en el centro geográfico del área metropolitana de Caracas, mas no está en el centro histórico de la ciudad.
Colinas de Bello Monte, es una urbanización de carácter residencial y comercial. Su zona residencial es eminentemente de un estrato medio-alto asentada en una topografía irregular montañosa, siendo ejemplo de urbanismo paisajístico en la ciudad de Caracas. Posee predominantemente un estilo arquitectónico Art decó, de mediados del siglo XX. La urbanización fue declarada "Bien de Interés Cultural de la Nación" en 2005 y es parecida a la cercana urbanización La Florida.
Desde el año 2015, la urbanización tiene una estación de metro perteneciente a la L5 de nombre Bello Monte (metro de Caracas).
En este sector se encuentra ubicada la oficina principal del banco Banesco, en la llamada "Ciudad Banesco", edificio que en un principio operaba la tienda por departamentos Sears (luego llamada Maxy's y Super Maxy's).

### Límites
La urbanización, limita al este con las urbanizaciones Las Mercedes, Lomas de las Mercedes y Colinas de Valle Arriba; y al sur con la urbanización Cumbres de Curumo. Todas éstas al igual que Colinas de Bello Monte son parte de la parroquia Nuestra Señora del Rosario de Baruta, en el Municipio Baruta. Al oeste con las urbanizaciones Los Chaguaramos, Colinas de los Chaguaramos y Colinas de Santa Mónica pertenecientes a la Parroquia San Pedro, del Municipio Libertador en el Distrito Capital y al norte con la Autopista Francisco Fajardo, el río Guaire y la urbanización Bello Monte del distrito comercial, financiero, cultural y turístico de Sabana Grande, de la Parroquia El Recreo, del Municipio Libertador en el Distrito Capital.